# ココエ
株式会社ココエ (英: COCOE Inc.)は、デジタルマーケティング支援・DX人材育成支援 関連サービス中心に展開する日本の企業。

## 企業概要
2016年2月に株式会社ベネッセコーポレーション出身の近藤恵子が設立。デジタルマーケティング支援事業、DX人材育成支援事業を主軸としたインターネット関連企業。東京都港区に本社を置く。

## 沿革
- 2016年2月 - デジタルマーケティング支援事業を開始。
- 2017年10月 -「東北アクセラレーター2017」に採択[1]。
- 2021年5月 - 本社を港区赤坂に移転。
- 2021年5月 - 起業家・創業者の世界的ネットワーク組織「EO Tokyo Central」にココエが入会。
- 2022年1月 - 有識者による「未来を創るスタートアップ100」に選出。[2]
- 2022年4月 - DX人材育成支援事業を開始。[3]
- 2022年4月 - 日本女子サッカーリーグ2部の「大和シルフィード」とパートナー契約を締結。[4]
- 2022年6月 - 教育プラットフォームUdemyへDX講座を提供開始。[5]
- 2022年6月 - 「EO Tokyo Central」のフォーラム担当理事に代表の近藤が就任。

## 企業ミッション
DXで日本の企業をゆたかに

## 企業ビジョン
その企業らしさを深く理解し、寄り添うことでDXの自走に導く

## サービス
- デジタル・マーケティング支援
- DX人材育成支援
- ライフスタイル分野ブランディング支援
- HRソリューション事業
- ITソリューション事業